# Eadwulf (Hereford)
Eadwulf († zwischen 836 und 839) [ˈæɑd.wulf] war Bischof von Hereford. Er wurde zwischen 825 und 832 zum Bischof geweiht und trat sein Amt im gleichen Zeitraum an. Er starb zwischen 836 und 839.